# الاعتلال العصبي والرنح والتهاب الشبكية الصباغي
الاعتلال العصبي والرنح والتهاب الشبكية الصباغي، المعروف أيضًا باسم متلازمة إن إيه آر بّي، مرض نادر مع وراثة الميتوكوندريا يسبب مجموعة متنوعة من العلامات والأعراض التي تؤثر بشكل رئيسي على الجهاز العصبي بداية في مرحلة الطفولة أو مرحلة البلوغ المبكرة، يعاني معظم الأشخاص المصابون من خدر أو وخز أو ألم في الذراعين والساقين (الاعتلال العصبي الحسي)؛ ضعف العضلات ومشاكل التوازن والتنسيق (الرنح). يعاني العديد من الأفراد المصابين أيضًا من فقدان الرؤية الناجم عن التغيرات في الأنسجة الحساسة للضوء التي تبطن الجزء الخلفي من العين (الشبكية). في بعض الحالات، ينتج فقدان الرؤية عن حالة تسمى التهاب الشبكية الصباغي. يتسبب مرض العين هذا في تدهور تدريجي للخلايا الحساسة للضوء في الشبكية.

## عرض
غالبًا ما تُشاهد صعوبات تعلم وتأخر في النمو لدى الأطفال المصابين بإن إيه آر بّي، يمكن أن يعاني الأفراد الأكبر سنًا من فقدان الوظيفة الفكرية (الخرف). تشمل الميزات الأخرى لهذا المرض نوبات اختلاجيه وفقدان السمع وتشوهات في الإشارات الكهربائية التي تتحكم في معدل ضربات القلب (عيوب التوصيل القلبي). تختلف هذه العلامات والأعراض بين الأفراد المصابين.

## علم الوراثة
الاعتلال العصبي والرنح والتهاب الشبكية الصباغي حالة مرتبطة بتغيرات في الحمض النووي للميتوكوندريا. تسبب الطفرات في جين إم تي-إيه تي بّي6 الاعتلال العصبي والرنح والتهاب الشبكية الصباغي. يوفر الجين إم تي-إيه تي بّي6 تعليمات صنع بروتين ضروري لوظيفة الميتوكوندريا الطبيعية. من خلال سلسلة من التفاعلات الكيميائية، تستخدم الميتوكوندريا الأكسجين والسكريات البسيطة لإنشاء أدينوسين ثلاثي الفوسفات (إيه تي بّي)، مصدر الطاقة الرئيسي للخلية. يشكل بروتين إم تي-إيه تي بّي6 جزءًا (وحدة فرعية) من إنزيم يسمى إيه تي بّي سينثاز، المسؤول عن الخطوة الأخيرة في إنتاج إيه تي بّي. تُغيّر الطفرات في إم تي-إيه تي بّي6 بنية أو وظيفة إيه تي بّي سينثاز، ما يقلل من قدرة الميتوكوندريا على صنع إيه تي بّي. لا يزال من غير الواضح كيف يؤدي هذا الاضطراب في إنتاج طاقة الميتوكوندريا إلى ضعف العضلات وفقدان الرؤية والسمات المحددة الأخرى لهذا المرض.
هذه الحالة ذات نمط وراثي يوجد في الحمض النووي للميتوكوندريا، والذي يُعرف أيضًا باسم وراثة الأم. ينطبق هذا النمط من الوراثة على الجينات الموجودة في دنا الميتوكوندريا. لأن خلايا البويضة، وليس خلايا الحيوانات المنوية، تُعطي الميتوكوندريا للمضغة النامية، لذلك تمرر الإناث فقط الحالات المرضية المتعلقة بوراثة الميتوكوندريا لأطفالهن. يمكن أن تظهر اضطرابات الميتوكوندريا في كل جيل من أفراد الأسرة ويمكن أن تؤثر على كل من الذكور والإناث، ولكن الآباء لا يمررون صفات الميتوكوندريا إلى أطفالهم. تحتوي معظم خلايا الجسم على الآلاف من الميتوكوندريا، ولكلّ منها نسخة أو أكثر من الحمض النووي للميتوكوندريا. ترتبط شدة بعض اضطرابات الميتوكوندريا بنسبة وجود الميتوكوندريا في كل خلية والتي تحوي تغير جيني معين. معظم الأفراد الذين يعانون من إن إيه آر بّي لديهم طفرة إم تي-إيه تي بّي6 في 70 بالمئة إلى 90 في المئة من الميتوكوندريا الموجودة لديهم. عندما تكون هذه الطفرة موجودة في عدد كبير من ميتوكوندريا الشخص -أكبر من 90 في المئة إلى 95 في المئة- تتسبب في حالة أكثر شدة تعرف باسم متلازمة لي الموروثة من الأمهات. نظرًا لأن هذين الشرطين ينتجان عن نفس التغيرات الجينية ويمكن أن تحدث في أفراد مختلفين من عائلة واحدة، يعتقد الباحثون أنهما يمكن أن يمثلان طيف من الصفات المتداخلة بدلًا من متلازمتين مميزتين.

## التشخيص
يُدعم التشخيص السريري بنتائج استقصائية. ينخفض مستوى السيترولين في الدم. تلعب دراسات الميتوكوندريا أو تقييم دنا الميتوكوندريا إن إيه آر بّي دورًا في التشخيص الجيني والذي يمكن أيضًا إجراؤه قبل الولادة.

## العلاج
لا يوجد علاج معروف حاليًا لمتلازمة إن إيه آر بّي. يستهدف العلاج تخفيف الأعراض. تلعب مضادات الأكسدة دورًا في تحسين الفسفرة التأكسدية المتدهورة.

## الإنذار
تختلف الشدة والتشخيص باختلاف نوع الطفرة المعنية.